# Lymanreeks

de Lymanreeks

De Lymanreeks zijn spectraallijnen van atomair waterstof, met golflengten die alle in het ultraviolette gebied (uv) van het elektromagnetisch spectrum liggen. Ze ontstaan in waterstofatomen door overgangen van elektronen tussen energieniveaus, namelijk van het laagste energieniveau (1) naar een hoger energieniveau (2, 3, ...). De Lymanreeks is vernoemd naar de Amerikaanse natuurkundige Theodore Lyman (1874-1954) die tussen 1906 en 1914 de lijnen van de reeks ontdekte. Deze formule is gebaseerd op de Rydberg-formule (voor waterstof). De algemene formule voor de Lymanreeks is:
{\displaystyle {\frac {1}{\lambda }}=R\left({\frac {1}{1^{2}}}-{\frac {1}{n^{2}}}\right)}
met
- R de Rydbergconstante, gelijk aan {\textstyle 1,097\cdot 10^{7}{\text{m}}^{-1}}
- λ de golflengte in meter
- n het energieniveau

De golflengtes (in nm) van de lijnen in de Lymanreeks zijn:
| n               | 2     | 3     | 4    | 5    | 6    | 7    | 8    | 9    | 10   | 11   | ∞, Lymanlimiet |
| Golflengte (nm) | 121,6 | 102,6 | 97,3 | 95,0 | 93,8 | 93,1 | 92,6 | 92,3 | 92,1 | 91,9 | 91,18          |

De lijn bij 121,6 nm wordt ook Lyman-alfalijn genoemd.